# 第二次埃代阿戰役
第二次埃代阿戰役發生於1915年1月5日，是第一次世界大戰喀麥隆戰役期間的一場重要戰役，德軍對駐紮在埃代阿村的法軍發動進攻。1914年10月第一次埃代阿戰役後，法英聯軍佔領了該鎮，渴望奪回陣地的德軍決定發動襲擊，但被法軍擊退。

## 註腳
1. ↑  Dane 1919, p. 175.
2. ↑  Dane 1919, p. 176.
3. ↑  Hilditch 1915, p. 37.
4. ↑  O'Neill 1918, p. 52.